# Velkopopovický Kozel

Logo von Velkopopovický Kozel

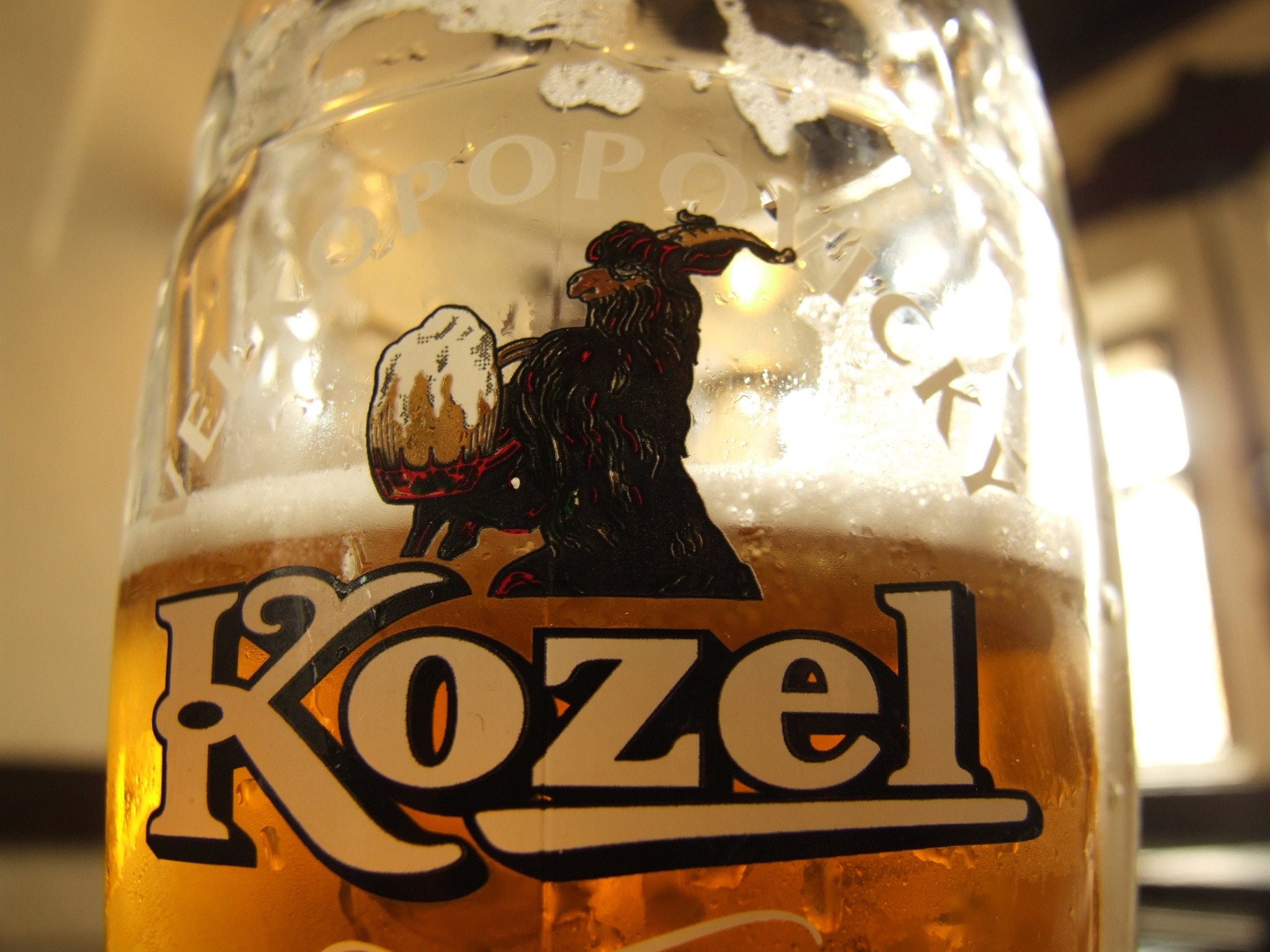
Velkopopovický-Kozel-Glas

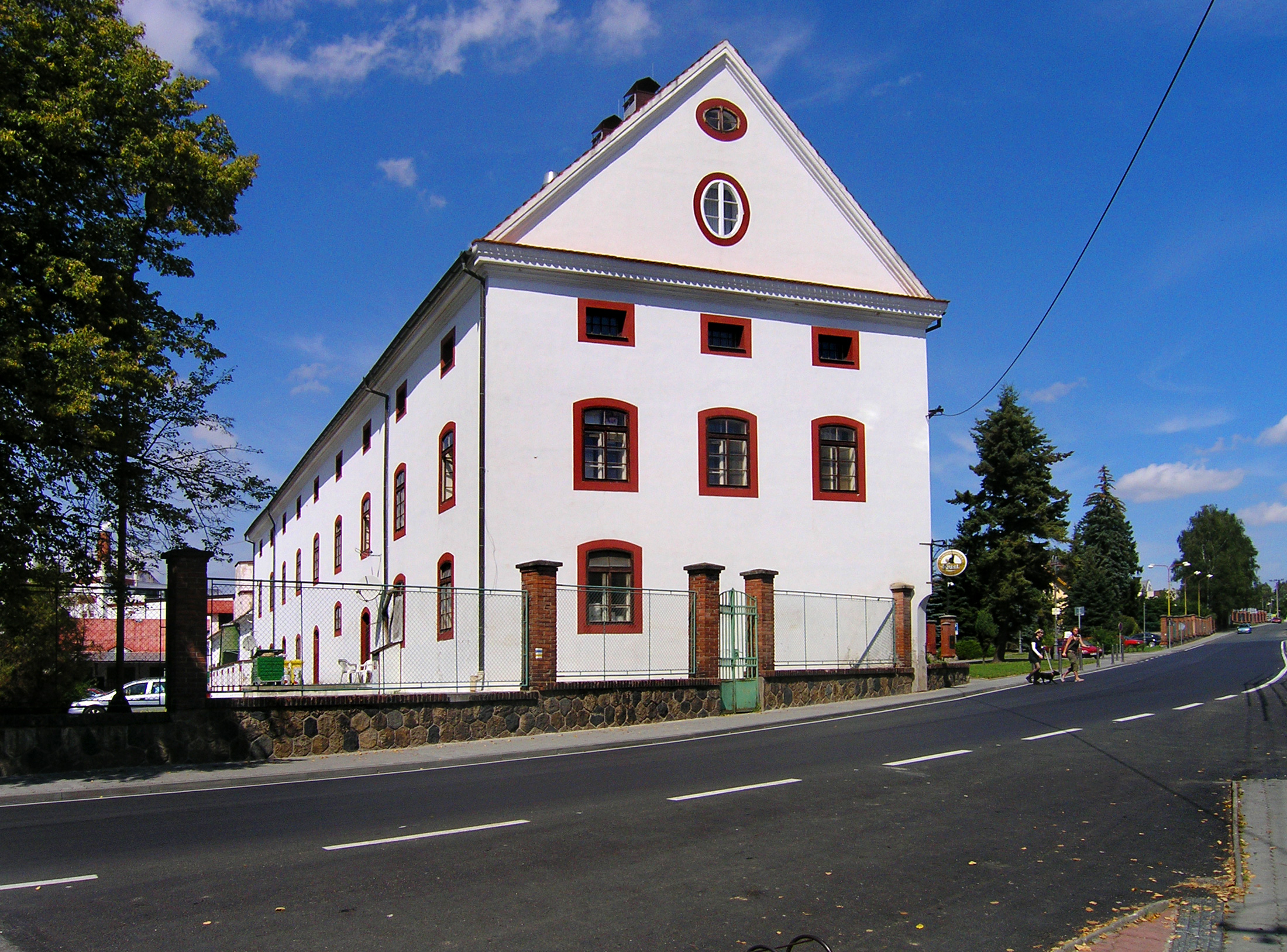
Brauerei Velké Popovice

Velkopopovický Kozel (deutsch „Großpopowitzer Ziegenbock“) ist eine tschechische Biermarke. Das Bier wird u. a. in der Brauerei Velké Popovice gebraut. Das Bier wird zumeist einfach Kozel genannt. Die Brauerei gehört zu Plzeňský Prazdroj a. s. (Hersteller von Pilsner Urquell) und damit zum Konzern Asahi Beer.

## Biersorten
Der Velkopopovický Kozel zählt zu den Lagerbieren und wird als helles oder dunkles tschechisches Lagerbier in den Varianten hell (Kozel 10, Kozel 11, Kozel Mistrův ležák), dunkel (Kozel Černý) und geschnitten (Kozel Řezaný, hell und dunkel gemischt) verkauft. Das Erkennungszeichen des Bieres ist ein Ziegenbock mit einem prall gefüllten Bierkrug. Er ist vom Markennamen abgeleitet, denn „kozel“ bedeutet auf Tschechisch Ziegenbock (abgeleitet von deutsch Bockbier).

## Geschichte der Brauerei
Die Brauerei wurde im Jahr 1871 unter dem Namen Großpopowitzer Brauerei vom Großunternehmer Franz Ringhoffer II. in Velké Popovice südöstlich von Prag gegründet. Drei Jahre später wurde das erste Bier gebraut. Im Jahr 1875 lieferte die Brauerei bereits 18.000 Hektoliter Bier. Das „Großpopowitzer“ wird in Jaroslav Hašeks Roman Die Abenteuer des braven Soldaten Schwejk erwähnt, wo es in Schwejks Prager Stammlokal „Zum Kelch“ ausgeschenkt wird.
Im Jahr 1945 wurde das Unternehmen verstaatlicht und kurz darauf mit Anderen in der Gruppe Středočeské pivovary (Mittelböhmische Brauereien) zusammengeschlossen. Im Jahr 1991 erlangte die Brauerei wieder Selbstständigkeit und wurde im Jahr 1992 in eine Aktiengesellschaft umgewandelt. Im Jahr 1995 bekam die Brauerei Radegast AG die Aktienmehrheit des Unternehmens. Radegast fusionierte im Jahr 1999 mit Plzeňský Prazdroj. Heute ist die Brauerei Velké Popovice eine der drei Brauereien des Unternehmens Plzeňský Prazdroj a. s. (des Herstellers des Pilsner Urquell) und gehört damit zum internationalen Konzern Asahi Beer.